# Экспедиция Бёрка и Уиллса
Экспедиция Роберта О’Хара Бёрка и Уильяма Джона Уиллса из 19 человек состоялась с главной целью — пересечь территорию Австралии из Мельбурна на юге страны до залива Карпентария на севере. Расстояние составило около 3 250 километров. В то время большинство внутренних областей Австралии не было изучено, а аборигены оставались неизвестны для европейских поселенцев.

## История экспедиции
В 1858 году Мельбурнское отделение Королевского географического общества выступило с инициативой исследовать внутренние области Австралии от долины реки Купер до залива Карпентария и выделило на эти цели 2000 фунтов. Бёрку было предложено возглавить эту экспедицию, кроме него в состав партии вошли заместитель Бёрка Джордж Джеймс Ланделлс, астроном Уильям Джон Уиллс и ботаник и врач Герман Беклер. Всего экспедиция состояла из 19 человек, с 23 лошадьми и 27 верблюдами (специально завезёнными из Афганистана).
20 августа 1860 года сборы были закончены и экспедиция покинула Мельбурн. В октябре Бёрк перешёл реку Дарлинг у Менинди (там был обустроен первый продовольственный склад) и 11 ноября достиг реки Купер, где был устроен второй продовольственный склад, на котором остался Браге и ещё трое спутников Бёрка. Продолжая движение на север, отряд из четырёх человек под предводительством Бёрка открыл реку, названную его именем, перешёл водораздел и спустился к реке Флиндерс и, спускаясь вдоль её течения, 11 февраля 1861 года вышел к заливу Карпентария в районе города Нормантон. Таким образом, Бёрк явился первым исследователем, сумевшим пересечь Австралийский материк с юга на север.
Тем же путём Бёрк решил возвращаться назад. В конце июня 1861 года с большими лишениями добравшись до реки Купера, Бёрк обнаружил, что Браге забрал с собой почти все запасы продовольствия — лишь небольшая их часть была закопана под деревом, помеченным надписью. Бёрк и Уиллс умерли от голода к концу июня 1861 г; ещё один член их отряда, Черльз Грей, умер по дороге к реке Купер. Причиной его смерти называют дизентерию, но историки спорили и о возможности убийства — несколько ранее Грей был пойман на краже еды и избит Бёрком. Только одному из членов экспедиции, Джону Кингу, удалось спастись: его подобрали и выходили австралийские аборигены.
В сентябре Кинга нашла спасательная экспедиция Альфреда Хоуитта, посланная из Аделаиды. Благодаря Кингу выяснились обстоятельства смерти Бёрка и его спутников, в частности было установлено, что Браге ушёл с места стоянки всего за сутки до прибытия Бёрка. Браге оправдывался тем, что слишком долго ждал Бёрка и решил, что все они погибли. Хоуитт обнаружил тела Бёрка и Уиллса, на месте гибели Бёрка удалось найти его дневник; последняя запись в нём датирована 28 июня 1861 года и рассказывает что за день до этого умер Уиллс, а сам Бёрк при смерти; эту дату принято считать датой смерти Бёрка. В 1862 году Хоуитт вернулся на реку Купер, эксгумировал тела Бёрка и Уиллса и перевёз в Аделаиду, оттуда на пароходе отправил в Мельбурн, где они были торжественно похоронены.